# Maison préfabriquée
 (juin 2025).
Si vous disposez d'ouvrages ou d'articles de référence ou si vous connaissez des sites web de qualité traitant du thème abordé ici, merci de compléter l'article en donnant les références utiles à sa vérifiabilité et en les liant à la section « Notes et références ».
 (juin 2025).
Une maison préfabriquée, ou maison usinée, est une habitation dont tout ou partie des composantes sont fabriquées en usine, puis transportées sur le chantier pour y être assemblées. Par opposition à une maison traditionnelle construite intégralement In situ, la majeure partie de l’ouvrage est réalisée hors site, dans un environnement contrôlé. À la différence d’une maison mobile (ou manufacturée), conçue pour pouvoir être déplacée, la maison préfabriquée est destinée à être fixée de façon permanente sur des fondations, tout comme une construction conventionnelle.
Il existe une grande variété de maisons préfabriquées, tant en styles (bungalow, cottage, maison à étage, Mini-maison, etc.) qu’en techniques de construction. Celles-ci incluent par exemple les maisons en kit (préassemblage partiel de panneaux ou de pièces), les maisons en panneaux (murs préfabriqués à plat) et les maisons modulaires (volumes tridimensionnels complets assemblés entre eux). Dans tous les cas, le principe commun est une préfabrication en usine visant à simplifier et accélérer la construction sur place sans compromis sur la qualité finale.

## Avantages
Cette section est promotionnelle ou publicitaire (avril 2025). Considérez son contenu avec précaution et/ou discutez-en.
La construction préfabriquée offre plusieurs avantages par rapport aux méthodes traditionnelles. La fabrication en usine des modules permet de réduire les délais de chantier. Par exemple, la construction préfabriquée en bois peut diminuer les délais de 25 à 30 % par rapport aux méthodes conventionnelles. Les éléments préfabriqués sont produits dans un environnement contrôlé, garantissant une précision accrue et une qualité constante. Cette approche réduit les erreurs de construction et assure une meilleure finition. Les matériaux utilisés dans la préfabrication, comme le bois, contribuent à la durabilité des constructions. Un mètre cube de bois stocke environ une tonne de CO₂, participant ainsi à la lutte contre le changement climatique. La production en usine permet des économies d'échelle et minimise le gaspillage de matériaux, ce qui peut réduire les coûts de construction. De plus, la rapidité d'exécution diminue les dépenses liées à la main-d'œuvre et aux frais généraux. La préfabrication optimise l'utilisation des ressources et génère moins de déchets sur le chantier. De plus, les bâtiments modulaires sont souvent conçus pour être écoénergétiques, contribuant ainsi à une empreinte carbone moindre.

## Innovations et avenir
Cette section est promotionnelle ou publicitaire (avril 2025). Considérez son contenu avec précaution et/ou discutez-en.
Les avancées technologiques jouent un rôle clé dans l’évolution de la construction préfabriquée. L’intégration de l’intelligence artificielle (IA) et de la robotique dans les usines de fabrication permet d’automatiser de nombreuses tâches et d’améliorer la précision des assemblages.
Par exemple, des systèmes pilotés par IA peuvent optimiser la conception des modules et la logistique de chantier, tandis que des robots assurent des découpes millimétrées et un contrôle de qualité en continu, accélérant la production tout en réduisant le taux d’erreur.
Les usines de maisons préfabriquées tendent ainsi à s’apparenter à des lignes d’assemblage industrielles sophistiquées. En Suède, le constructeur Lindbäcks Bygg utilise des procédés de fabrication très automatisés (robots de montage fournis par la firme Randek) inspirés de l’Industrie automobile, ce qui lui a permis d’augmenter sa productivité tout en réduisant les déchets de fabrication.
Le recours à la préfabrication est en expansion dans le secteur du bâtiment. Selon une étude de marché, environ 27 % de toutes les nouvelles constructions prévues en 2025 pourraient être réalisées en préfabrication, et cette part pourrait atteindre 35 % d’ici 2030.
Plusieurs facteurs encouragent cette croissance : la recherche d’une construction plus durable et éco-efficace, la pénurie de main-d’œuvre qualifiée dans le BTP, ainsi que la montée en puissance d’outils numériques (modélisation BIM, conception pour fabrication et assemblage – DfMA, etc.) facilitant la planification de modules préfabriqués. Ces tendances laissent envisager un essor continu de la construction préfabriquée dans les années à venir, appuyé par l’innovation technologique et les impératifs de productivité du secteur.

## Adoption internationale
Cette section est promotionnelle ou publicitaire (avril 2025). Considérez son contenu avec précaution et/ou discutez-en.
Certains pays ont largement adopté la construction préfabriquée dans le secteur résidentiel. La Suède est souvent citée en exemple : jusqu’à 84 % des maisons individuelles suédoises comportent des éléments préfabriqués, ce qui en fait le leader mondial en la matière.
Cette méthode, inventée en Suède, s’y est imposée dès les années 1960 dans le cadre de vastes programmes de logement, et l’usage de composants préfabriqués y demeure très répandu pour les constructions en bois. Le Japon dispose également d’une industrie de la maison préfabriquée très développée : environ 15 % des nouvelles habitations japonaises sont construites de façon modulaire en usine.
De grandes entreprises (telles que Sekisui House, Daiwa House, etc.), actives depuis les années 1950-60, produisent des maisons usinées sophistiquées et personnalisables pour le marché japonais. En comparaison, les États-Unis ont une adoption plus limitée, avec seulement ≈5 % de maisons préfabriquées estimées dans le marché du logement américain.
Néanmoins, ce chiffre est en progression : au-delà des manufactured homes de type mobile homes, on observe un intérêt croissant pour les maisons modulaires haut de gamme. D’après un rapport de 2020, un quart des grands entrepreneurs généraux aux États-Unis envisageaient d’utiliser la construction modulaire pour au moins 50 % de leurs projets imminents, ce qui indique une accélération de l’adoption de ces techniques.
D’autres pays industrialisés connaissent une tendance similaire d’essor de la préfabrication, qu’il s’agisse du Canada, du Royaume-Uni, de l’Australie ou de certaines nations d’Europe continentale, sous l’impulsion des mêmes avantages économiques et qualitatifs recherchés dans le processus de construction.